# Маттіас Брюніг
Маттіас Брюніг (нім. Matthias Brünig; 23 лютого 1920, Гамбург — 29 березня 2016, Гамбург) — німецький офіцер-підводник, оберлейтенант-цур-зее крігсмаріне.

## Біографія
1 жовтня 1938 року вступив на флот. З травня 1940 року служив на лінкорі «Гнайзенау». З вересня 1940 року — командир артилерійського корабля «Глорія». З листопада 1940 по лютий 1941 року пройшов курс підводника. З березня 1941 по червень 1942 року — інструктор торпедного училища Мюрвіка. З 5 вересня 1942 року — 1-й вахтовий офіцер на підводному човні U-195. У вересні-жовтні 1943 року пройшов курс командира човна. З 17 жовтня 1943 по 11 квітня 1944 року — командир U-108. В травні 1944 року направлений на будівництво U-884 для майбутнього призначення командиром човна, проте не був призначений. В жовтні 1944 року направлений на будівництво U-3038. З 4 березня по 3 травня 1945 року — U-3038.

## Звання
- Кандидат в офіцери (1 жовтня 1938)
- Морський кадет (1 липня 1939)
- Фенріх-цур-зее (1 грудня 1939)
- Оберфенріх-цур-зее (1 серпня 1940)
- Лейтенант-цур-зее (1 квітня 1941)
- Оберлейтенант-цур-зее (1 квітня 1943)

## Нагороди
- Залізний хрест
  - 2-го класу (1940)
  - 1-го класу (1943)
- Нагрудний знак флоту (1941)